# 融合政治
融合政治，又称政治融合主义、光谱-融合政治、综摄政治，融合了政治光谱中传统左翼和右翼的元素。融合政治的概念受到“综摄”和“融合宗教”的影响。融合政治的核心思想是通过结合左翼政治和右翼政治中的元素，采取中立政治立场，从而实现和解目标。
政治融合主义也被称为“包羅萬象的大帐篷政治”，特点是在政治光谱上模糊定位。融合性政党表现出高度意识形态适应性和灵活性，经常改变立场和调整政策，以扩大其选民基础，而不对具体的意识形态或政治传统作出坚定承诺。政治学學者吉尔达·森萨莱斯认为，政治融合主义相对罕见，应该仅适用于那些缺乏纲领性内容并故意制造意识形态模糊以吸引支持的政党和政治运动。